# Barlinek
Barlinek (en allemand : Berlinchen) est une ville de la voïvodie de Poméranie occidentale, dans le nord-ouest de la Pologne. C'est le chef-lieu de la gmina de Barlinek au sein du powiat de Myślibórz. 

## Géographie
La ville se situe dans la région historique de la Nouvelle-Marche, à environ 30 km au nord de Gorzów Wielkopolski.

## Histoire

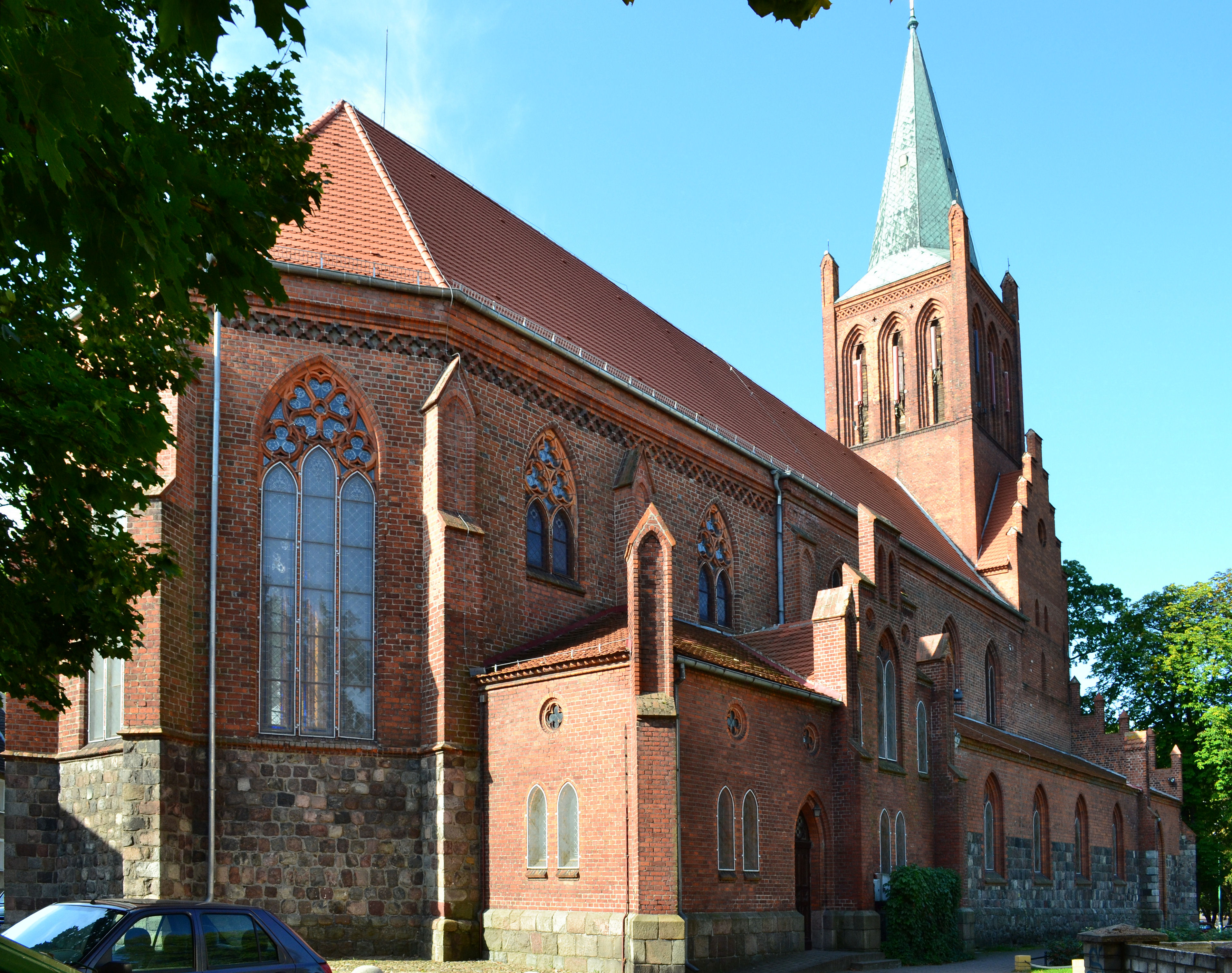
L'église mariale.

La région faisait partie de la marche de Brandebourg depuis le milieu du XIIIe siècle ; la localité fut nommée Neu Berlyn (litt. « Nouvelle-Berlin ») dans la charte du 25 janvier 1287, sous le règne des margraves Othon IV et Albert III. À ce temps, les domaines ont une importance en tant qu'avant-postes de la marche de Brandebourg vers le duché de Poméranie au nord. Les citoyens obtenaient plus de droits par le margrave Louis Ier en 1348.
Avec le Brandebourg, Berlinchen appartenait au royaume de Prusse à partir de 1701. À la suite du congrès de Vienne, en 1815, la ville fut incorporée dans l'arrondissement de Soldin (de) dans le district de Francfort au sein de la province de Brandebourg. Occupée par l'Armée rouge à la fin de la Seconde Guerre mondiale, Barlinek se retrouve sur le territoire de la république de Pologne après que la conférence de Potsdam en 1945 fixe la nouvelle frontière entre l'Allemagne et la Pologne sur la ligne Oder-Neisse. La population allemande est expulsée vers l'ouest et remplacée par des colons polonais.

## Curiosités touristiques
- Église (gothique) du cœur de Marie immaculée
- Les remparts
- Maisons pittoresques
- Église catholique Saint-Boniface (construite en 1923 par Wilhelm Fahlbusch (de))

## Jumelages
La ville de Barlinek  est jumelée avec :
- Courrières (France)
- Eksjö (Suède)
- Gryfino (Pologne)
- Prenzlau (Allemagne)
- Schneverdingen (Allemagne)

## Personnalités liées à la commune
- Bertold Lasker (1860–1928), joueur d´échecs, médecin et écrivain ;
- Emanuel Lasker (1868–1941), mathématicien et philosophe, champion du monde d'échecs ;
- Marcin Matkowski (né en 1981), joueur de tennis.